# Maratona de Roterdã
Maratona de Roterdã (oficialmente NN Marathon Rotterdam por questões de patrocínio) é uma corrida de 42,195 km de extensão disputada anualmente desde 1981 na cidade de Roterdã, nos Países Baixos. Uma das mais rápidas provas deste gênero pelo percurso plano e condições climáticas favoráveis, é a mais popular maratona do país e uma das mais importantes da Europa pelo seu alto nível técnico e grande participação popular.
É conhecida por ser uma prova que proporciona tempos rápidos, pois já foi palco da quebra de três recordes mundiais: Carlos Lopes, de Portugal, em sua primeira maratona depois de sagrar-se campeão olímpico em Los Angeles 1984, conseguiu ali o tempo de 2:07:12 em abril de 1985. Três anos depois, o etíope Belayneh Densamo quebrou a marca de Lopes com um tempo de 2:06:50. Em 1998, a queniana Tegla Loroupe estabeleceu o recorde mundial feminino de 2:20:47.

## História
A história da maratona remonta a 23 de maio de 1909, quando a primeira destas provas foi realizada na cidade e vencida por um belga, chamado Niset. Nas décadas seguintes, por três vezes a cidade de Roterdã sediou o campeonato holandês de maratona. Em 1980, surgiu a ideia de criar uma prova anual realmente internacional para a cidade, entre os diretores de clubes de atletismo e um entusiasta, Gerard Rooijakkers, funcionário da Câmara Municipal de Rotterdam. Em 23 de maio de 1981, aconteceu a primeira edição, com cerca de 200 participantes, vencida pelo escocês John Graham em 2:09:28. O tempo de Graham era tão rápido – o terceiro melhor do mundo na época – que a maratona atraiu a atenção da imprensa especializada e dos aficionados, como uma nova prova rápida e importante. Mais que isso, fez com que o serviço de notícias da rádio holandesa NOS chegasse a sugerir que a prova tinha uma distância menor que a oficial. A holandesa Marja Wokke foi a primeira vencedora entre as mulheres.
Disputada debaixo de chuva em sua primeira edição, em 1982 foi o vento forte que impediu um melhor resultado. A prova foi vencida pelo mexicano Rodolfo Gomez em 2:11:57, depois de uma disputa com o ídolo local Gerard Nijboer, a mesma que os dois haviam feito dois anos antes nos Jogos Olímpicos de Moscou, onde o holandês levou vantagem sobre Gomes e conquistou a medalha de prata olímpica. O ano de 1983 assistiu aquele que foi o mais forte contingente de maratonistas já reunidos para uma única maratona na Holanda. Carlos Lopes, de Portugal, Robert de Castella, da Austrália, Alberto Salazar, dos EUA, Rodolfo Gomez do México e o belga  Armand Parmentier disputaram a prova. A presença de Salazar, o campeão norte-americano de Nova York e Boston, até então imbatível, atraiu uma grande atenção da imprensa internacional e a maratona foi transmitida ao vivo pela televisão para todo o mundo. De Castella venceu a prova com o melhor tempo mundial do ano para a maratona e Lopes ficou em segundo. Salazar perdeu ali sua primeira maratona, ficando em quinto lugar.
Os recordes de Lopes em 1985 e do etíope Densamo em 1988 estabeleceram a fama desta prova como maratona de elite mundial. Na década de 1990, os africanos começaram o seu domínio da prova, assim como em todas as maratonas e corridas de rua do mundo, e desde 1999 o Quênia (todas entre 1999 e 2011) e a Etiópia tem vencido todas as provas no masculino.
O recorde atual da prova pertence ao belga Bashir Abdi, com o tempo de 2:03:36, conquistado na edição de 2021. Com essa marca, ele que é um somali nacionalizado belga, também estabeleceu o novo recorde europeu para a maratona. Abdi também venceu a edição de 2023. Entre as mulheres, o recorde é da etíope Tiki Gelana, 2:18:58, em 2012, então recorde nacional feminino etíope e sua última maratona antes de conquistar a medalha de ouro olímpica em Londres 2012.

## Vencedores
Nota: recorde da prova M e F recordes mundiais anteriores
| Ano  | Atleta                                  | País                                    | Tempo                                   |
| ---- | --------------------------------------- | --------------------------------------- | --------------------------------------- |
| 2025 | Geoffrey Kamworor                       | Quénia                                  | 2:04:33                                 |
| 2024 | Abdi Nageeye                            | Países Baixos                           | 2:04:45                                 |
| 2023 | Bashir Abdi                             | Bélgica                                 | 2:03:47                                 |
| 2022 | Abdi Nageeye                            | Países Baixos                           | 2:04:56                                 |
| 2021 | Bashir Abdi                             | Bélgica                                 | 2:03:36                                 |
| 2020 | cancelada devido à pandemia de Covid-19 | cancelada devido à pandemia de Covid-19 | cancelada devido à pandemia de Covid-19 |
| 2019 | Marius Kipserem                         | Quénia                                  | 2:04:11                                 |
| 2018 | Kenneth Kipkemoi                        | Quénia                                  | 2:05:44                                 |
| 2017 | Marius Kimutai                          | Quénia                                  | 2:06:04                                 |
| 2016 | Marius Kipserem                         | Quénia                                  | 2:06:11                                 |
| 2015 | Abera Kuma                              | Etiópia                                 | 2:06:47                                 |
| 2014 | Eliud Kipchoge                          | Quénia                                  | 2:05:00                                 |
| 2013 | Tilahun Regassa                         | Etiópia                                 | 2:05:38                                 |
| 2012 | Yemane Tsegay                           | Etiópia                                 | 2:04:48                                 |
| 2011 | Wilson Chebet                           | Quénia                                  | 2:05:27                                 |
| 2010 | Patrick Makau                           | Quénia                                  | 2:04:48                                 |
| 2009 | Duncan Kibet                            | Quénia                                  | 2:04:27                                 |
| 2008 | William Kipsang                         | Quénia                                  | 2:05:49                                 |
| 2007 | Joshua Chelanga                         | Quénia                                  | 2:08:21                                 |
| 2006 | Sammy Korir                             | Quénia                                  | 2:06:38                                 |
| 2005 | Jimmy Muindi                            | Quénia                                  | 2:07:50                                 |
| 2004 | Felix Limo                              | Quénia                                  | 2:06:14                                 |
| 2003 | William Kiplagat                        | Quénia                                  | 2:07:42                                 |
| 2002 | Simon Biwott                            | Quénia                                  | 2:08:36                                 |
| 2001 | Josephat Kiprono                        | Quénia                                  | 2:06:50                                 |
| 2000 | Kenneth Cheruiyot                       | Quénia                                  | 2:08:22                                 |
| 1999 | Japhet Kosgei                           | Quénia                                  | 2:07:09                                 |
| 1998 | Fabián Roncero                          | Espanha                                 | 2:07:26                                 |
| 1997 | Domingos Castro                         | Portugal                                | 2:07:51                                 |
| 1996 | Belayneh Densamo                        | Etiópia                                 | 2:10:30                                 |
| 1995 | Martín Fiz                              | Espanha                                 | 2:08:57                                 |
| 1994 | Vincent Rousseau                        | Bélgica                                 | 2:07:51                                 |
| 1993 | Dionicio Cerón                          | México                                  | 2:11:06                                 |
| 1992 | Salvador García                         | México                                  | 2:09:16                                 |
| 1991 | Robert de Castella                      | Austrália                               | 2:09:42                                 |
| 1990 | Hiromi Taniguchi                        | Japão                                   | 2:10:56                                 |
| 1989 | Belayneh Densamo                        | Etiópia                                 | 2:08:39                                 |
| 1988 | Belayneh Densamo                        | Etiópia                                 | 2:06:50                                 |
| 1987 | Belayneh Densamo                        | Etiópia                                 | 2:12:58                                 |
| 1986 | Abebe Mekonnen                          | Etiópia                                 | 2:09:09                                 |
| 1985 | Carlos Lopes                            | Portugal                                | 2:07:12                                 |
| 1984 | Gidamis Shahanga                        | Tanzânia                                | 2:11:12                                 |
| 1983 | Robert de Castella                      | Austrália                               | 2:08:37                                 |
| 1982 | Rodolfo Gómez                           | México                                  | 2:11:57                                 |
| 1981 | John Graham                             | Reino Unido                             | 2:09:28                                 |

| Ano  | Atleta                                  | País                                    | Tempo                                   |
| ---- | --------------------------------------- | --------------------------------------- | --------------------------------------- |
| 2025 | Jackline Cherono                        | Quénia                                  | 2:21:14                                 |
| 2024 | Ashete Bekere                           | Etiópia                                 | 2:19:30                                 |
| 2023 | Eunice Chumba                           | Bahrein                                 | 2:20:31                                 |
| 2022 | Haven Hailu                             | Etiópia                                 | 2:22:01                                 |
| 2021 | Stella Barsosio                         | Quénia                                  | 2:22:08                                 |
| 2020 | cancelada devido à pandemia de Covid-19 | cancelada devido à pandemia de Covid-19 | cancelada devido à pandemia de Covid-19 |
| 2019 | Ashete Bekere                           | Etiópia                                 | 2:22:55                                 |
| 2018 | Visiline Jepkesho                       | Quénia                                  | 2:23:47                                 |
| 2017 | Meskerem Assefa                         | Etiópia                                 | 2:24:18                                 |
| 2016 | Leterbrhan Gebreslasea                  | Etiópia                                 | 2:26:15                                 |
| 2015 | Asami Kato                              | Japão                                   | 2:26:30                                 |
| 2014 | Abebech Afework                         | Etiópia                                 | 2:27:50                                 |
| 2013 | Jemima Sumgong                          | Quénia                                  | 2:23:27                                 |
| 2012 | Tiki Gelana                             | Etiópia                                 | 2:18:58                                 |
| 2011 | Philes Ongori                           | Quénia                                  | 2:24:20                                 |
| 2010 | Aberu Kebede                            | Etiópia                                 | 2:25:25                                 |
| 2009 | Nailya Yulamanova                       | Rússia                                  | 2:26:30                                 |
| 2008 | Lyubov Morgunova                        | Rússia                                  | 2:25:10                                 |
| 2007 | Hiromi Ominami                          | Japão                                   | 2:26:36                                 |
| 2006 | Gishu Mindaye                           | Etiópia                                 | 2:28:30                                 |
| 2005 | Lornah Kiplagat                         | Países Baixos                           | 2:27:36                                 |
| 2004 | Zhor El Kamch                           | Marrocos                                | 2:26:10                                 |
| 2003 | Olivera Jevtić                          | Sérvia e Montenegro                     | 2:25:23                                 |
| 2002 | Takami Ominami                          | Japão                                   | 2:23:43                                 |
| 2001 | Susan Chepkemei                         | Quénia                                  | 2:25:45                                 |
| 2000 | Ana Isabel Alonso                       | Espanha                                 | 2:30:21                                 |
| 1999 | Tegla Loroupe                           | Quénia                                  | 2:22:48                                 |
| 1998 | Tegla Loroupe                           | Quénia                                  | 2:20:47                                 |
| 1997 | Tegla Loroupe                           | Quénia                                  | 2:22:07                                 |
| 1996 | Lieve Slegers                           | Bélgica                                 | 2:28:06                                 |
| 1995 | Mónica Pont                             | Espanha                                 | 2:30:34                                 |
| 1994 | Miyoko Asahina                          | Japão                                   | 2:25:52                                 |
| 1993 | Anne van Schuppen                       | Países Baixos                           | 2:34:15                                 |
| 1992 | Aurora Cunha                            | Portugal                                | 2:29:14                                 |
| 1991 | Joke Kleijweg                           | Países Baixos                           | 2:34:18                                 |
| 1990 | Carla Beurskens                         | Países Baixos                           | 2:29:47                                 |
| 1989 | Elena Murgoci                           | Roménia                                 | 2:32:03                                 |
| 1988 | Xiao Hongyan                            | China                                   | 2:37:46                                 |
| 1987 | Nelly Aerts                             | Bélgica                                 | 2:41:24                                 |
| 1986 | Ellinor Ljungros                        | Suécia                                  | 2:41:06                                 |
| 1985 | Wilma Rusman                            | Países Baixos                           | 2:35:32                                 |
| 1984 | Carla Beurskens                         | Países Baixos                           | 2:34:56                                 |
| 1983 | Rosa Mota                               | Portugal                                | 2:32:27                                 |
| 1982 | Mathilde Heuing                         | Alemanha Ocidental                      | 2:54:03                                 |
| 1981 | Marja Wokke                             | Países Baixos                           | 2:43:23                                 |

## Vencedores por nações
| - Quênia - 19 - Etiópia - 8 - México - 3 - Bélgica - 3 - Países Baixos - 2 - Espanha - 2 - Portugal - 2 - Austrália - 2 - Japão - 1 - Reino Unido - 1 - Tanzânia - 1 · | - Etiópia - 9 - Quênia - 9 - Países Baixos - 7 - Japão - 4 - Bélgica - 2 - Portugal - 2 - Espanha - 2 - Rússia - 2 - Alemanha - 1 - Marrocos - 1 - Sérvia e Montenegro - 1 - Suécia - 1 - Romênia - 1 - China - 1 - Bahrein - 1 |

## Galeria

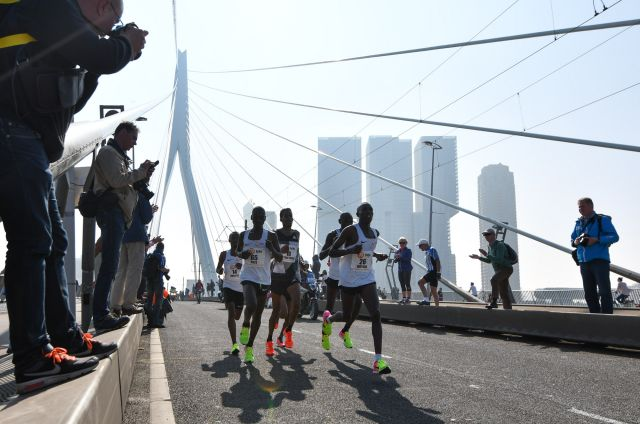
O pelotão dos líderes sobre a Ponte Erasmo em 2017.
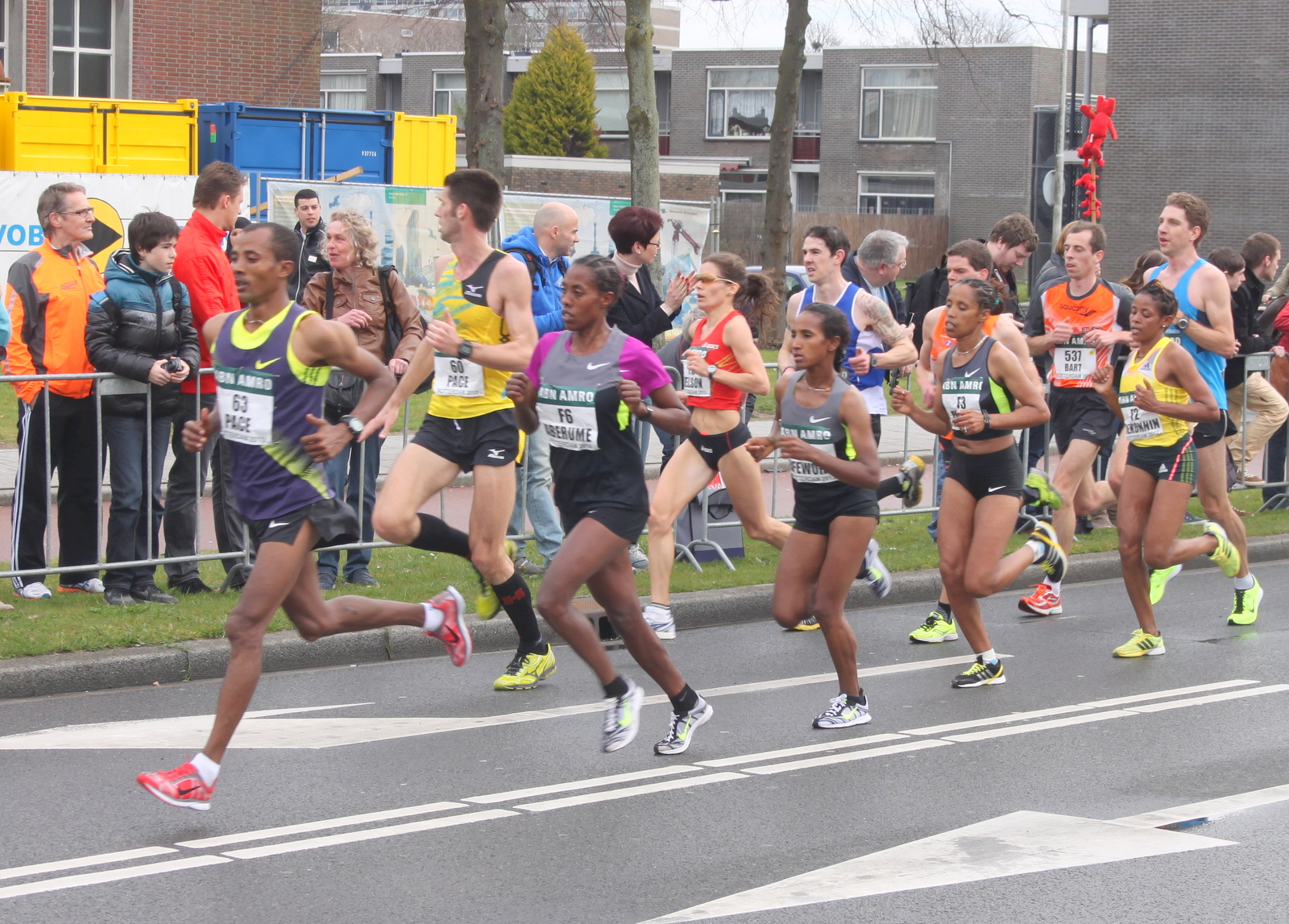
A elite feminina na edição de 2013.
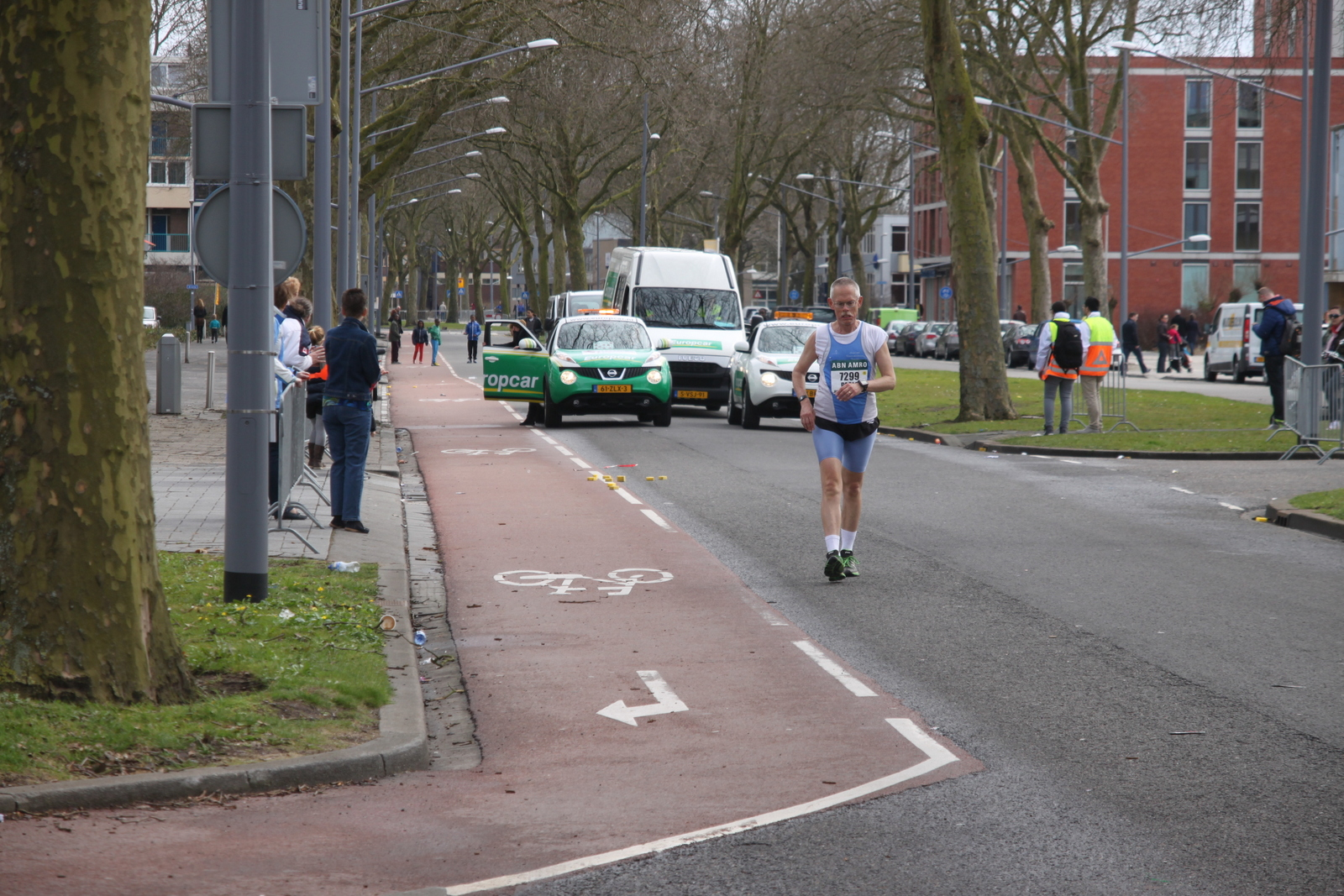
Os carros que fecham a prova acompanham o último corredor da edição de 2013.
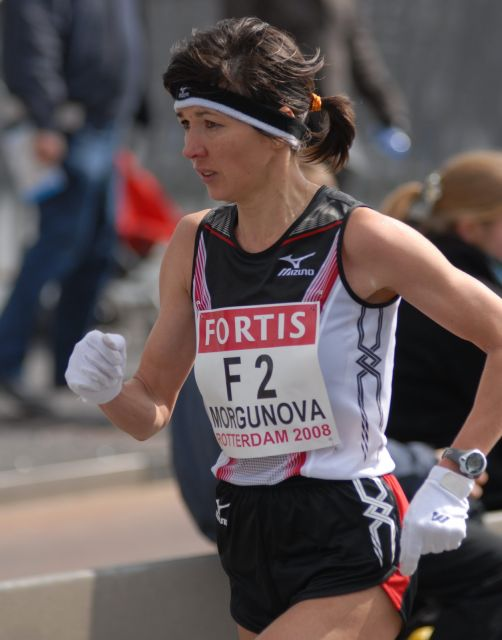
A russa Lyubov Morgunova corre para a vitória em 2008.
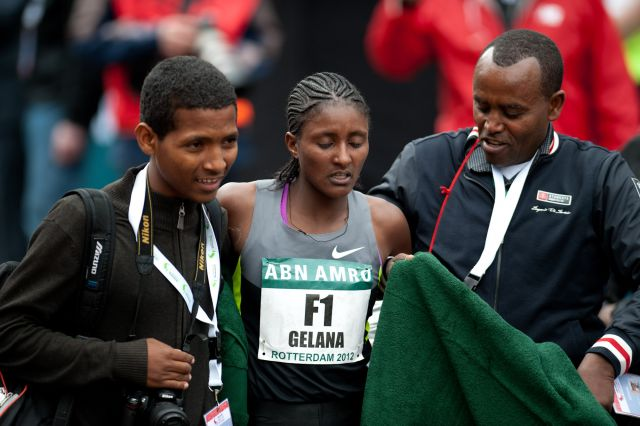
A campeã olímpica Tiki Gelana após vencer a edição de 2012 com novo recorde.
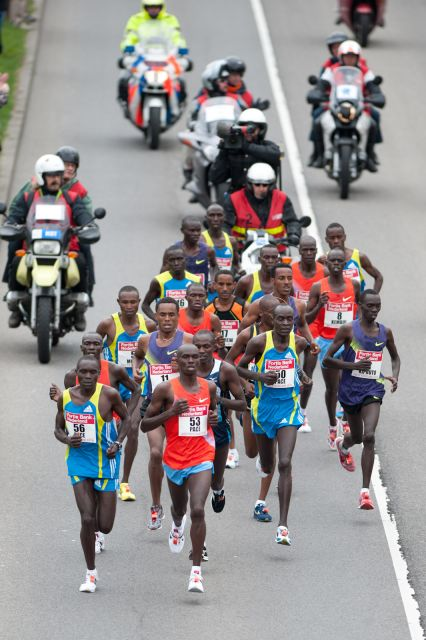
Pelotão de elite na edição de 2010.
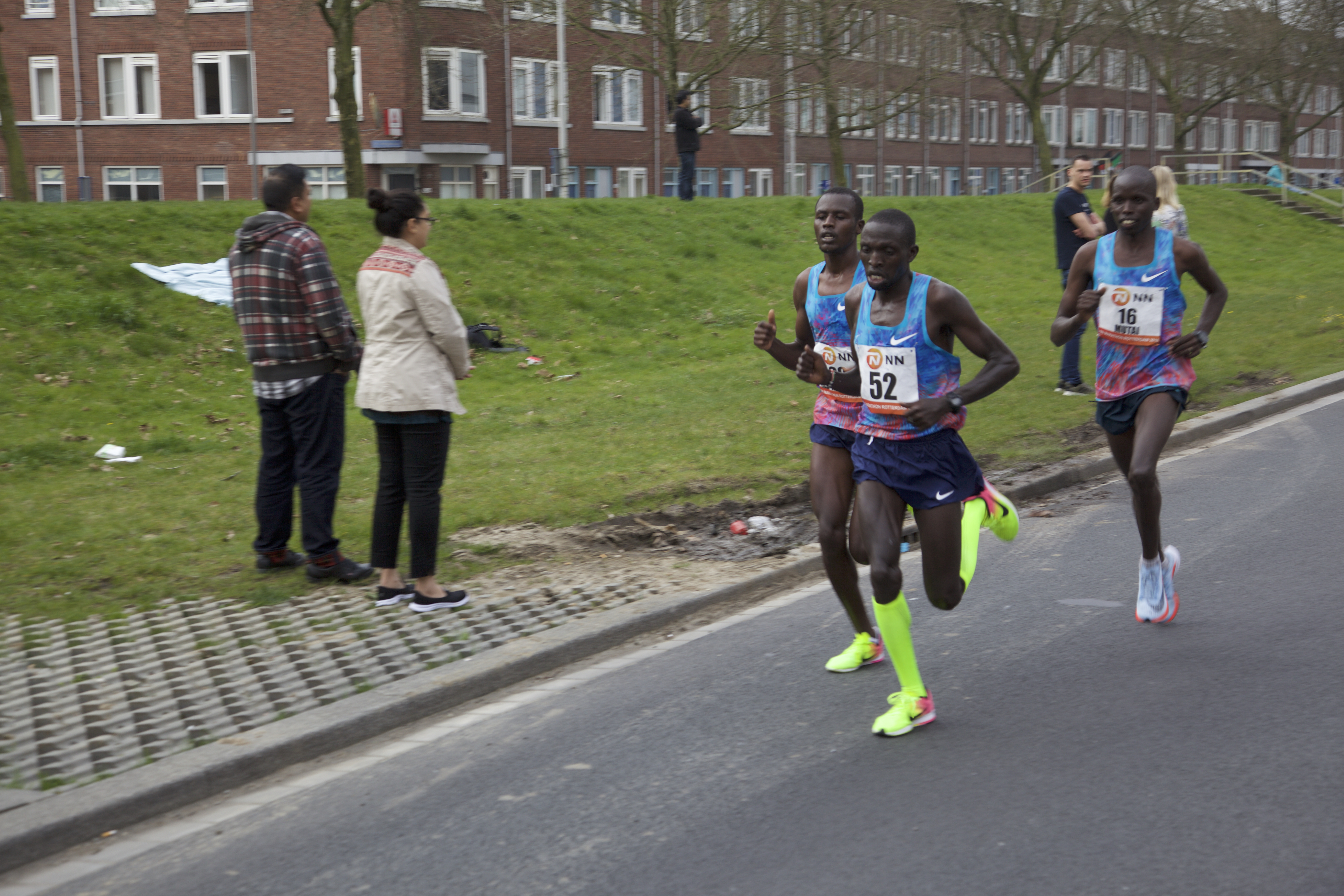
A elite masculina passa o km 23 em 2018.
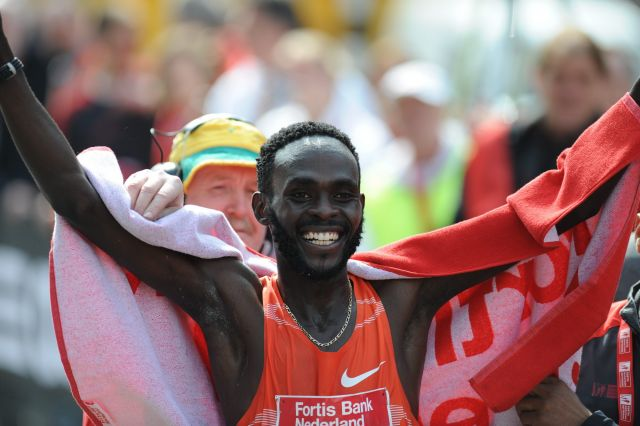
Duncan Kibet, do Quênia, o vencedor de 2009.